# Georges Polier de Bottens
Pour les articles homonymes, voir Polier (homonymie).
Georges Polier de Bottens (né le 15 décembre 1675 à Lausanne et mort le 28 octobre 1759 dans la même ville) est un théologien protestant suisse vaudois, professeur de théologie à l'Académie de Lausanne.

## Biographie
Georges Polier de Bottens est le fils de Jean-Pierre Polier de Bottens (1630-1677), lieutenant-colonel dans la milice vaudoise, et de son épouse Jeanne Loys. La famille est originaire de Villefranche-de-Rouergue et obtient la bourgeoisie à Lausanne dès 1575.
Son grand-père, Jean Pierre Polier de Bottens, est bourgmestre de Lausanne de 1655 à 1673, et son neveu est le théologien Antoine-Noé Polier de Bottens.
Georges Polier épouse en 1704 Anne Daillez, le couple a deux enfants, dont un fils, Antoine Polier de Saint-Germain, bourgmestre de Lausanne (1766-1796). Lors de son second mariage, en 1711, il épousa Suzanne Brun de Castellane-de Caille (1663-1714), et ils ont une fille, Honorée-Marie-Anne. Ses deux épouses étaient toutes deux des réfugiées huguenotes.

### Carrière
Georges Polier de Bottens fait ses études à l'Académie de Lausanne (1689-1695) puis étudie la théologie à l'Académie de Genève (1695-1696). il reçoit son doctorat en théologie morale en soutenant une thèse intitulée De summo Bono en décembre 1695 et il est consacré pasteur en décembre 1700 dans l'église Saint-Germain de Genève.
De 1701 à 1702, il est sous-diacre à Lausanne avant d'être nommé professeur de théologie grecque et morale à l'Académie de Lausanne en 1702, après quoi il travailla comme professeur d'hébreu et de catéchèse de 1703 jusqu'à sa mort en 1759. Pendant cette période, il est recteur de l'académie de 1708 à 1711, de 1724 à 1727 et de 1742 à 1743. Il donne également des cours particuliers au séminaire de Lausanne dirigé par Antoine Court.

### Travail spirituel et professionnel
En 1722, pour conserver son poste, Georges Polier de Bottens est contraint de signer le Consensus Helveticus, un texte défendant l'orthodoxie protestante contre les nouvelles idées théologiques de l'Académie de Saumur,. Le consensus devait être signé par tous les pasteurs et professeurs qui voulaient être admis au service religieux .
En 1726, il fonde, avec Gabriel Seigneux de Correvon (1695-1775), l'école de charité  à Lausanne, d'où sont issus de nombreux professeurs d'école;
Entre autres choses, il correspondait avec le médecin et naturaliste Albrecht von Haller.
Georges Polier de Bottens est membre de la Société anglaise pour la propagation de l’Évangile auprès des non-chrétiens à partir de 1718.

## Publications
- La Liturgie des Ecoles de Charité de Lausanne ou le Service divin qui s'y fait chaque jour. Lausanne 1747.
- Denis Diderot, Georges Pierre G. Polier de Bottens : Pensées Chrétiennes Mises En Parallèle, Ou En Opstion Avec les Pensées Philosophiques. Rouen 1747.
- Le Nouveau Testament est un catéchisme d'exigences et de réponses.
  - Tome 1. Lausanne 1756.
  - Tome 2. Lausanne 1756.
- La Sainte Écriture de l'Ancien Testament exposée et éclaircie par demandes et par réponses.
  - Tomes 1-2. Lausanne 1764.
  - Tomes 3-4. Lausanne 1764.
  - Tomes 5-6. Lausanne 1764.
  - Tomes 7-8. Lausanne 1765.
  - Tomes 9 à 10. Lausanne 1765.